# Saint-Béat-Lez
Saint-Béat-Lez (prononcé [sɛ̃ bea lɛz]  est une commune française située dans le département de la Haute-Garonne en région Occitanie.
Elle est constituée  1er janvier 2019 sous le statut de commune nouvelle par la fusion des anciennes communes de Lez et de Saint-Béat.

## Géographie

### Localisation
Saint-Béat-Lez est une commune rurale située dans le Comminges et Petit-Comminges au pied du pic du Gar, dans les Pyrénées, aux portes du Val d'Aran dans le sud du département de la Haute-Garonne, sur la Garonne à 33 km au sud-est de Saint-Gaudens. La limite sud de la commune se trouve à 2 km de la frontière franco-espagnole à vol d'oiseau.
Elle se trouve dans la zone d'emploi de Saint-Gaudens et dans le bassin de vie de Montréjeau.

### Communes limitrophes
Les communes limitrophes sont Eup, Boutx, Argut-Dessous, Arlos, Marignac, Chaum et Bezins-Garraux.
| Chaum    | Eup            |               |
| Marignac | Saint-Béat-Lez | Boutx         |
|          | Arlos          | Argut-Dessous |

### Géologie et relief
La superficie de la commune est de 996 hectares ; son altitude varie de 476  à   1 763 mètres.
La commune est située au pied du pic du Gar.

### Hydrographie

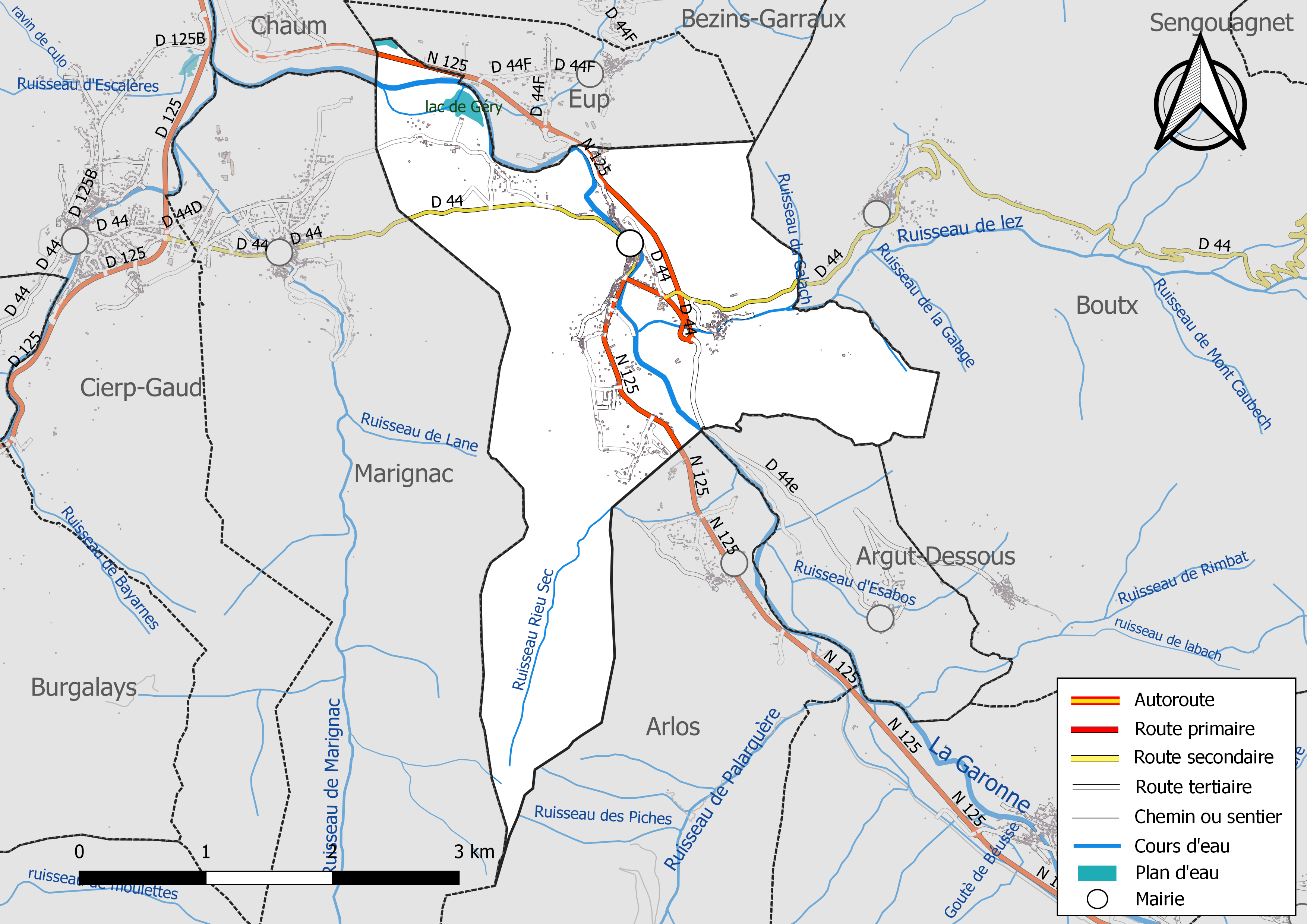
Réseaux hydrographique et routier de Saint-Béat-Lez.

La commune est dans le bassin de la Garonne, au sein du bassin hydrographique Adour-Garonne.
Elle est drainée par la Garonne, un bras de la Garonne et le ruisseau Rieu Sec, constituant un réseau hydrographique de 6 km de longueur totale,.
Le ruisseau de Lez traverse également  la commune.
La Garonne est un fleuve principalement français prenant sa source en Espagne et qui coule sur 529 km avant de se jeter dans l’océan Atlantique.
Saint-Béat-Lez a connu une crue dévastatrice de la Garonne en juin 2013

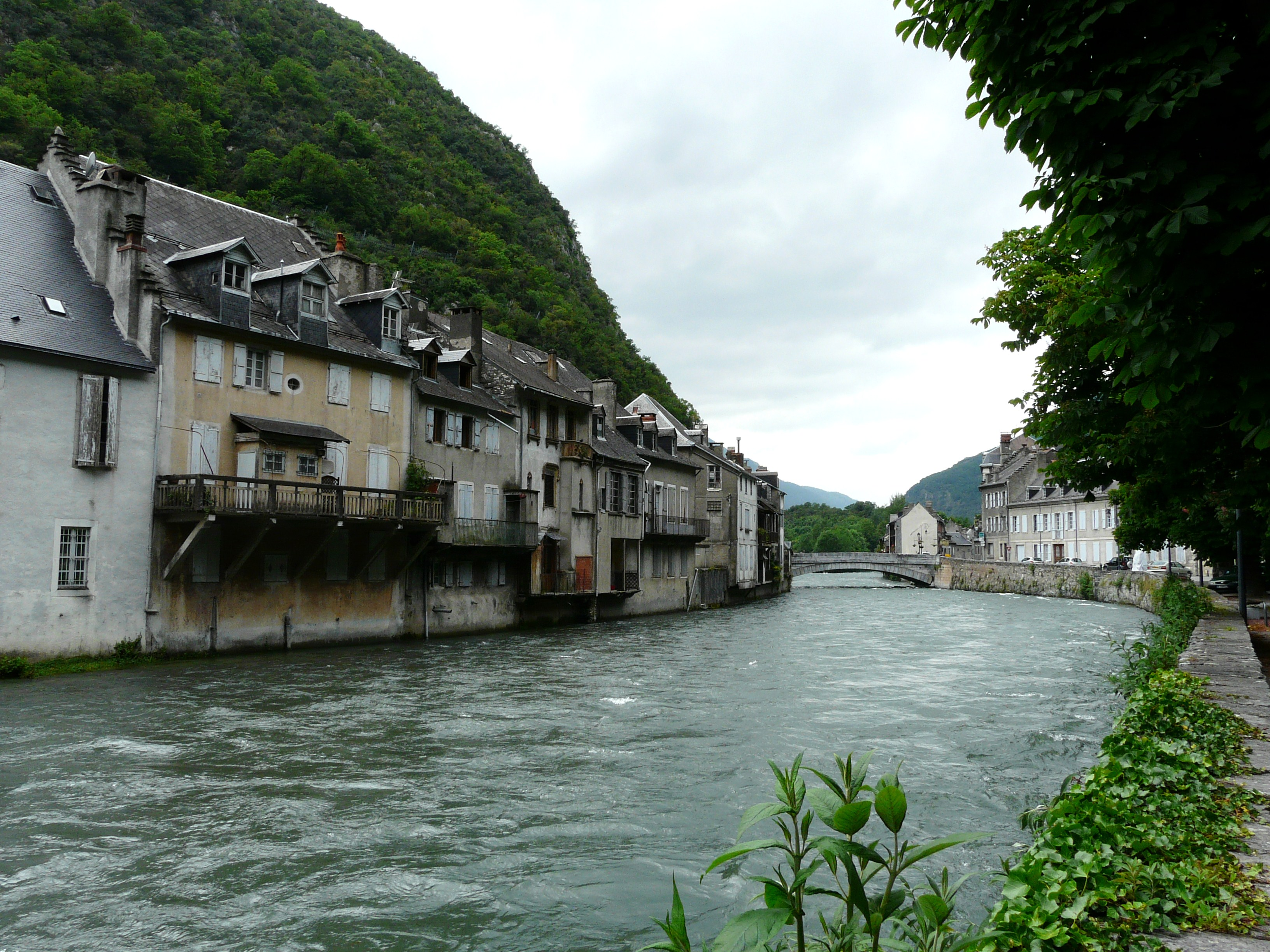
La Garonne traversant Saint-Béat.
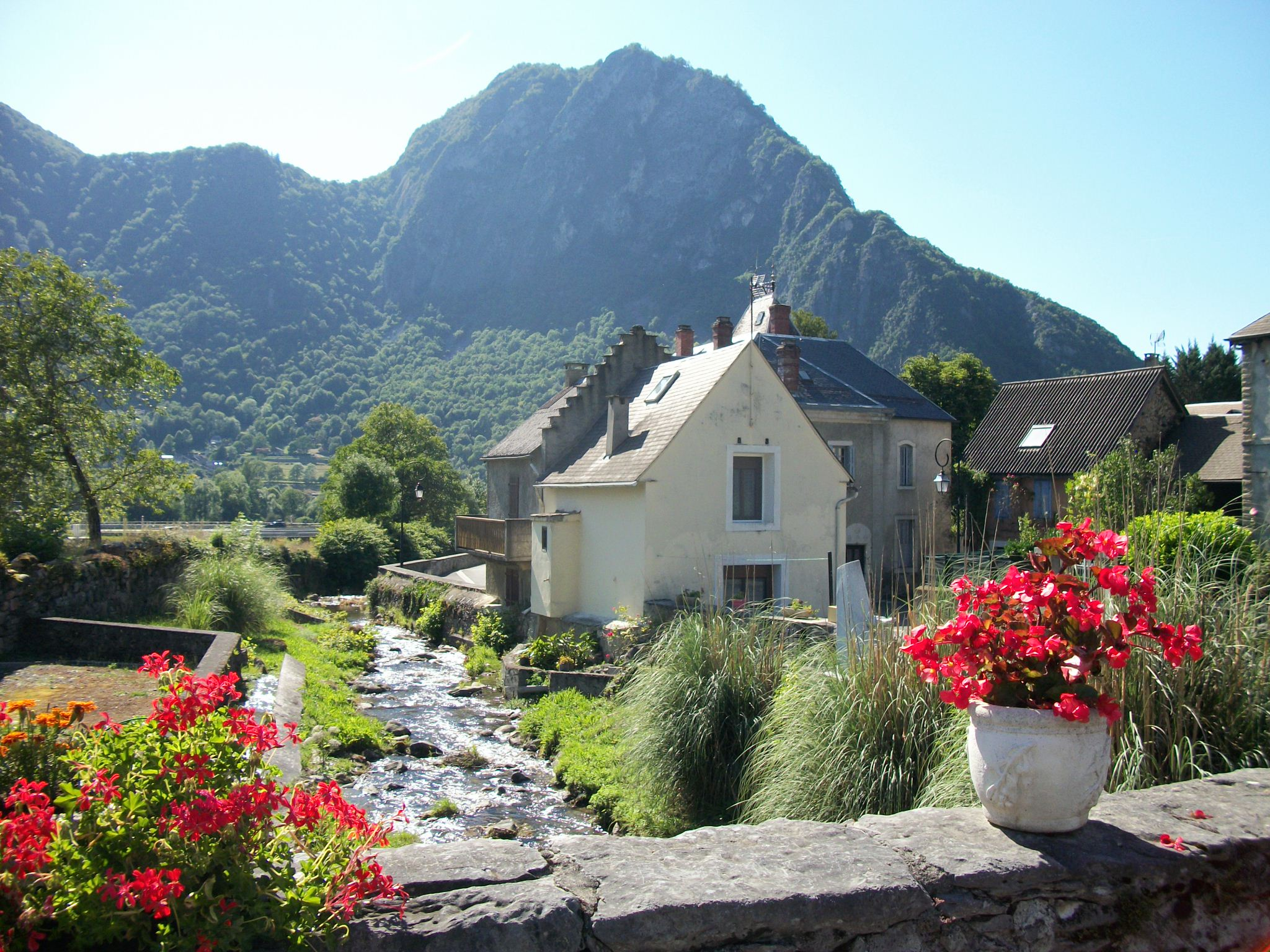
Le ruisseau de Lez.

### Climat
Pour des articles plus généraux, voir Climat de l'Occitanie et Climat de la Haute-Garonne.
En 2010, le climat de la commune est de type climat des marges montargnardes, selon une étude s'appuyant sur une série de données couvrant la période 1971-2000. En 2020, Météo-France publie une typologie des climats de la France métropolitaine dans laquelle la commune est exposée à un climat de montagne ou de marges de montagne et est dans la région climatique Pyrénées centrales, caractérisée par une pluviométrie annuelle de 1 000 à 1 200 mm.
Pour la période 1971-2000, la température annuelle moyenne est de 11,6 °C, avec une amplitude thermique annuelle de 14,4 °C. Le cumul annuel moyen de précipitations est de 1 117 mm, avec 10,1 jours de précipitations en janvier et 7,6 jours en juillet. Pour la période 1991-2020, la température moyenne annuelle observée sur la station météorologique la plus proche, située sur la commune de Bagnères-de-Luchon à 16 km à vol d'oiseau, est de 11,5 °C et le cumul annuel moyen de précipitations est de 940,5 mm,. Pour l'avenir, les paramètres climatiques de la commune estimés pour 2050 selon différents scénarios d'émission de gaz à effet de serre sont consultables sur un site dédié publié par Météo-France en novembre 2022.

## Urbanisme

### Typologie
Au 1er janvier 2024, Saint-Béat-Lez est catégorisée commune rurale à habitat dispersé, selon la nouvelle grille communale de densité à sept niveaux définie par l'Insee en 2022.
Elle est située hors unité urbaine et hors attraction des villes,.

### Voies de communication et transports

#### Transports
- Par la route : route nationale 125 ou la D 44.
- Par le train : la ligne Montréjeau - Luchon : gare de Marignac - Saint-Béat
- Par l'autobus : ligne régulière de transport interurbain réseau Arc-en-ciel (anciennement SEMVAT)
- Par l'avion : aéroport Toulouse-Blagnac

#### Le tunnel de Saint-Béat-Lez
Commencés en 2013, les travaux de construction du tunnel se sont terminés en 2018.
Le tunnel de Saint-Béat-Lez, placé sur la Route nationale 125, a 1 066 mètres de longueur et est entré en service le 3 mai 2018,.

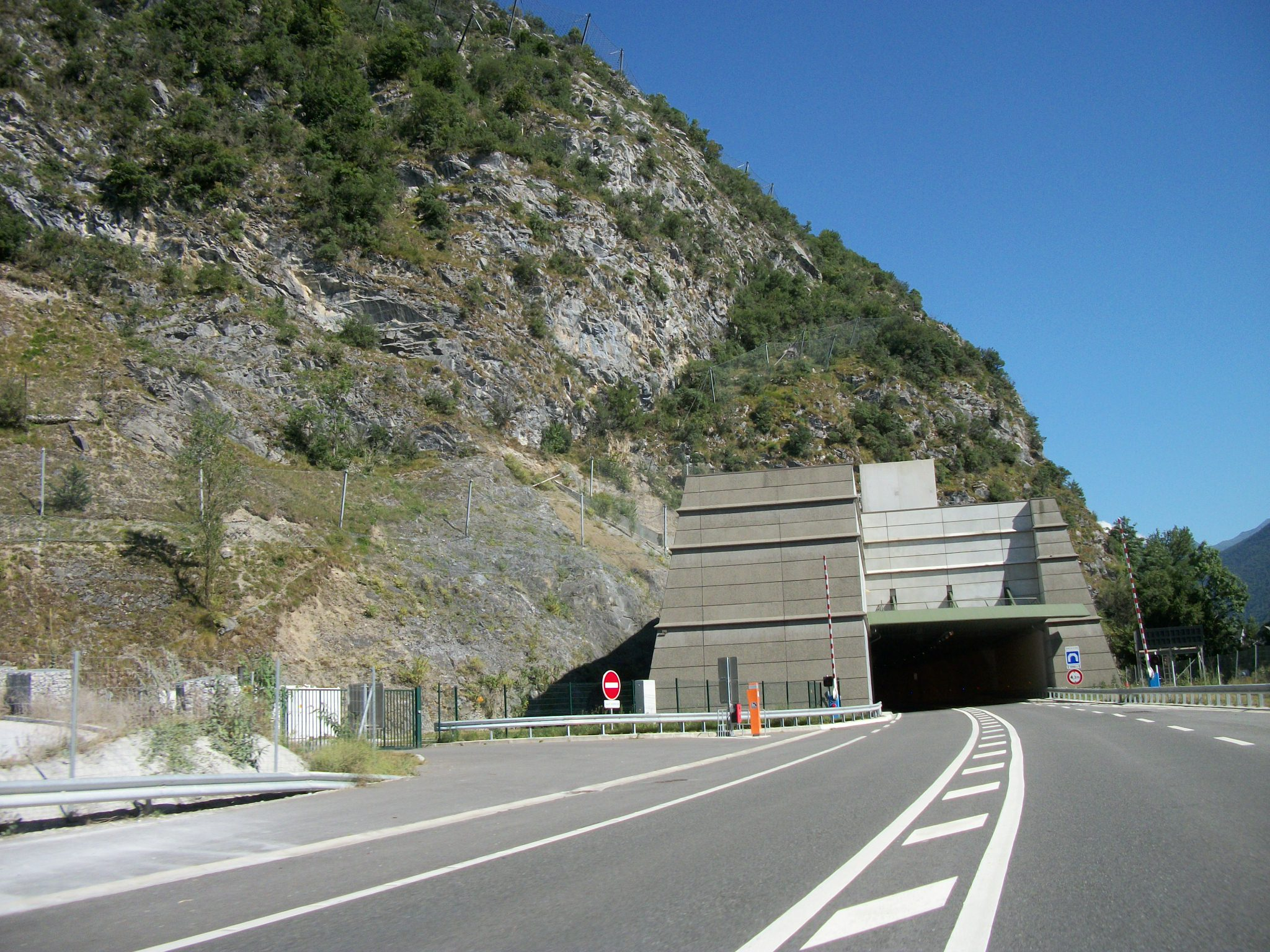
L'entrée du tunnel en venant de Eup.
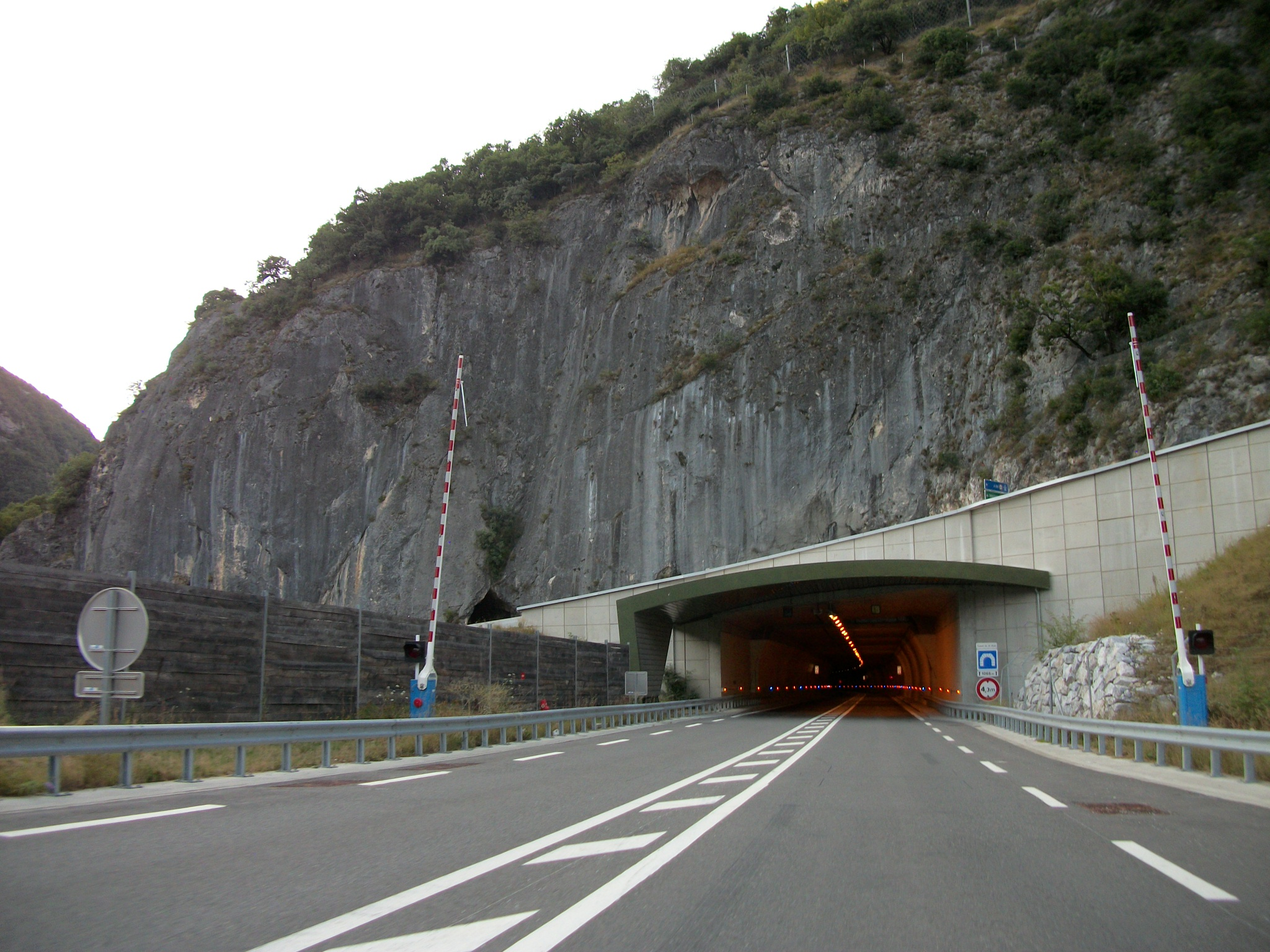
L'entrée du tunnel en venant de Saint-Béat-Lez.

### Risques naturels et technologiques
Le territoire de la commune de Saint-Béat-Lez est vulnérable à différents aléas naturels : météorologiques (tempête, orage, neige, grand froid, canicule ou sécheresse), inondations, feux de forêts, mouvements de terrains et séisme (sismicité moyenne). Il est également exposé à un risque technologique, la rupture d'un barrage, et à un risque particulier : le risque de radon. Un site publié par le BRGM permet d'évaluer simplement et rapidement les risques d'un bien localisé soit par son adresse soit par le numéro de sa parcelle.

#### Risques naturels
Certaines parties du territoire communal sont susceptibles d’être affectées par le risque d’inondation par débordement de cours d'eau, notamment la Garonne. La commune a été reconnue en état de catastrophe naturelle au titre des dommages causés par les inondations et coulées de boue survenues en 1982, 1999, 2009, 2013 et 2022,.
Un plan départemental de protection des forêts contre les incendies a été approuvé par arrêté préfectoral du 25 septembre 2006. Saint-Béat-Lez est exposée au risque de feu de forêt du fait de la présence sur son territoire des massifs des piémonts des Pyrénées et des Pyrénées. Il est ainsi défendu aux propriétaires de la commune et à leurs ayants droit de porter ou d’allumer du feu dans l'intérieur et à une distance de 200 mètres des bois, forêts, plantations, reboisements ainsi que des landes. L’écobuage est également interdit, ainsi que les feux de type méchouis et barbecues, à l’exception de ceux prévus dans des installations fixes (non situées sous couvert d'arbres) constituant une dépendance d'habitation,

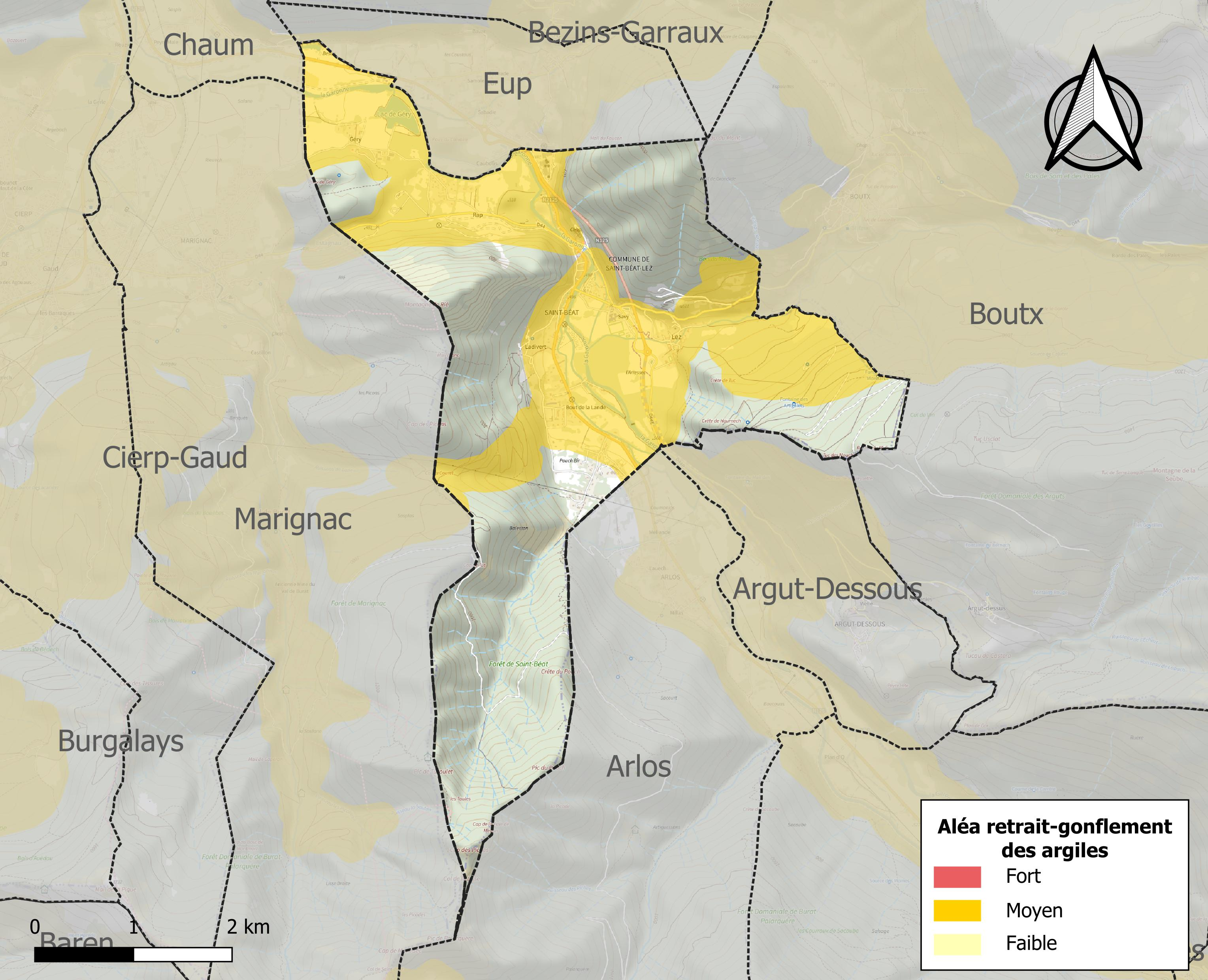
Carte des zones d'aléa retrait-gonflement des sols argileux de Saint-Béat-Lez.

La commune est vulnérable au risque de mouvements de terrains constitué principalement du retrait-gonflement des sols argileux. Cet aléa est susceptible d'engendrer des dommages importants aux bâtiments en cas d’alternance de périodes de sécheresse et de pluie. 43,7 % de la superficie communale est en aléa moyen ou fort (88,8 % au niveau départemental et 48,5 % au niveau national). Sur les 421 bâtiments dénombrés sur la commune en 2019, 383 sont en aléa moyen ou fort, soit 91 %, à comparer aux 98 % au niveau départemental et 54 % au niveau national. Une cartographie de l'exposition du territoire national au retrait gonflement des sols argileux est disponible sur le site du BRGM,.
Par ailleurs, afin de mieux appréhender le risque d’affaissement de terrain, l'inventaire national des cavités souterraines permet de localiser celles situées sur la commune.
Concernant les mouvements de terrains, la commune a été reconnue en état de catastrophe naturelle au titre des dommages causés par des mouvements de terrain en 1999 et par des éboulements et/ou chutes de blocs en 1996.

#### Risques technologiques
La commune est en outre située en aval du barrage du Portillon sur la Neste d'Oô. À ce titre elle est susceptible d’être touchée par l’onde de submersion consécutive à la rupture de cet ouvrage.

#### Risque particulier
Dans plusieurs parties du territoire national, le radon, accumulé dans certains logements ou autres locaux, peut constituer une source significative d’exposition de la population aux rayonnements ionisants. Certaines communes du département sont concernées par le risque radon à un niveau plus ou moins élevé. Selon la classification de 2018, la commune de Saint-Béat-Lez est classée en zone 3, à savoir zone à potentiel radon significatif.

## Toponymie
La localité se trouvant sur un rétrécissement de la Garonne, le lieu fut nommé par les Romains le « Pas du Loup » : Passus Lupi.
Saint-Béat serait, outre une tautologie (beatus : bienheureux ou saint), le nom d'un saint très local. Ce saint est aussi connu comme l'évangélisateur de la Beauce où il aurait tué un dragon.
Lez est un hydronyme apparenté au basque leize « torrent ».
En gascon, la commune est dénommée Sent Biat e Les[réf. nécessaire].

## Histoire

### Antiquité

Théodosienne en Marbre de Saint-Béat - Musée Saint-Raymond

Dans l'antiquité, le site de Saint-Béat est connu comme un « Passus Lupi » (passage du loup), car le resserrement de cette partie du val d'Aran n'aurait alors permis qu'à des loups efflanqués de passer sans se mouiller les pattes dans la Garonne.

### Ancien Régime
Cette ancienne place forte commandait la vallée de la Garonne. Son importance l'avait fait surnommer la « clé de la France ».
Depuis, Saint-Béat-Lez est surtout connu pour ses carrières de marbre blanc, découvertes sans doute en cherchant à élargir l'étroit passage et exploitées depuis l'époque gallo-romaine. La légende locale n'hésitait pas à dire que son marbre avait permis d'édifier la colonne Trajane à Rome, ainsi que tout ce qui était en pierre blanche dans la région. C'est naturellement faux. C'est en revanche en partie avéré pour les colonnettes du couvent de Saint-Bertrand-de-Comminges tout proche, ainsi que plusieurs sculptures de la villa romaine de Chiragan, à Martres-Tolosane. Il a servi pour les autels tauroboliques de Lectoure (176, 239 et 241 ap. JC). Le marbre de Saint-Béat fut le matériau utilisé pour les bassins et plusieurs statues du parc de Versailles.
Les armoiries de Saint-Béat, « clef de France », s'expliquent par l'édification d'une citadelle qui contrôle le passage de la vallée de la Garonne.
Pendant longtemps, outre ses carrières, la ville était le site d'une foire où s'échangeaient les ânes et mulets destinés à l'Espagne, contre du bois venant des forêts aranaises et charrié par la Garonne. Cette foire avait traditionnellement lieu à la Saint-Martin.
Une particularité : jusqu'à la Révolution française, Saint-Béat (du moins sa partie est, séparée de la partie ouest par la Garonne) formait, avec Melles et Argut-Dessus, une des enclaves languedociennes du diocèse appelé « diocèse civil du Petit-Comminges » (l'un des 24 diocèses civils des États du Languedoc). Sa partie ouest, avec Arlos, faisait partie de la jugerie dite de « Rivière-Verdun » (formée d'innombrables enclaves allant de Verdun-sur-Garonne, entre Toulouse et Montauban, jusqu'à la frontière espagnole). Cette jugerie dépendait, elle, de la Gascogne comme le Couserans et le Comminges.

### Révolution française et Empire
Dans leur cahier de doléances, les habitants décrivent le site de la ville, comme un endroit particulièrement déshérité, soumis aux débordements de la Garonne, comme aux chutes de pierres depuis les falaises qui surplombent la ville.

### Époque contemporaine

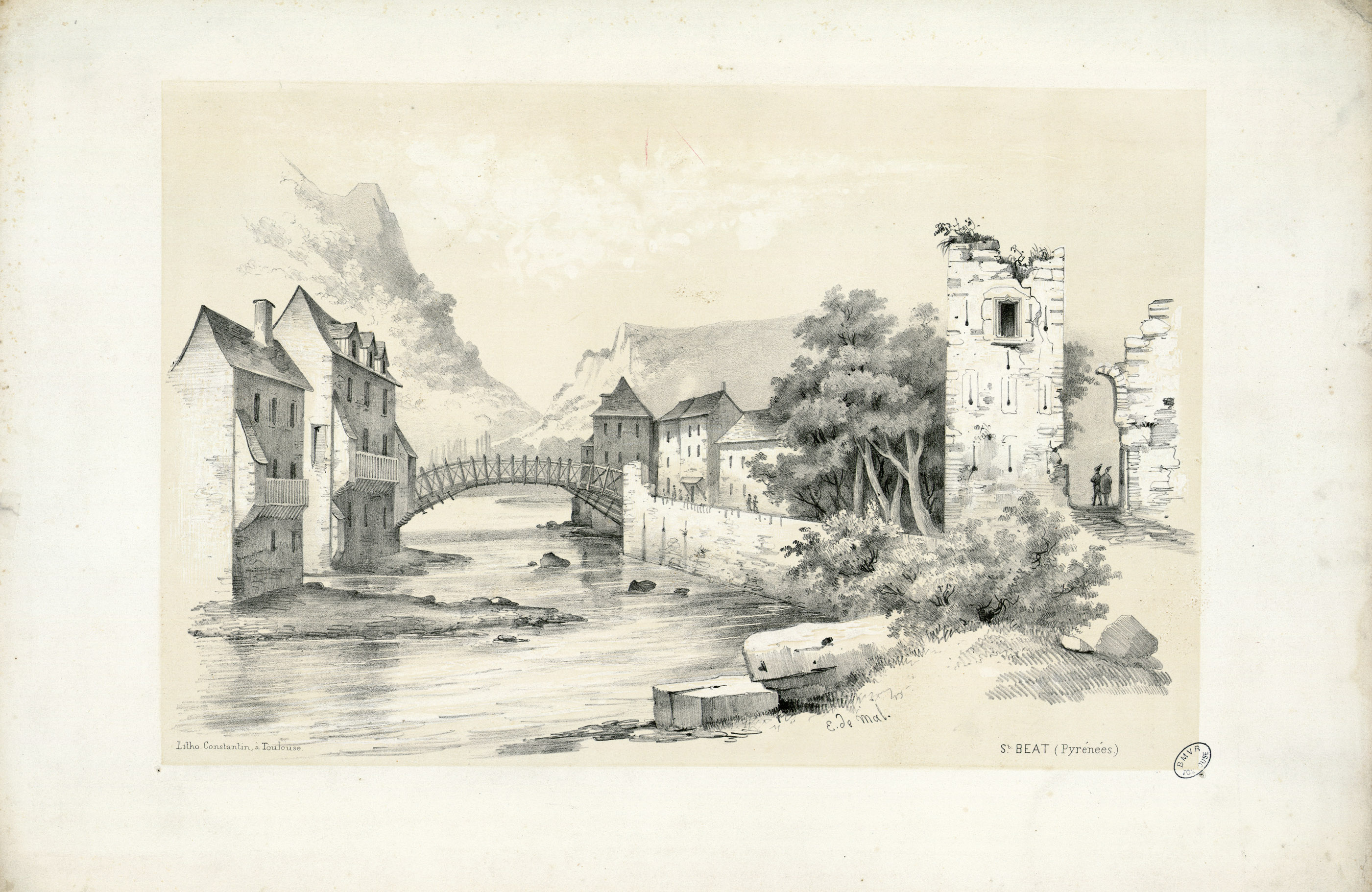
Vue de Saint Béat par Eugène de Malbos, vers 1840.
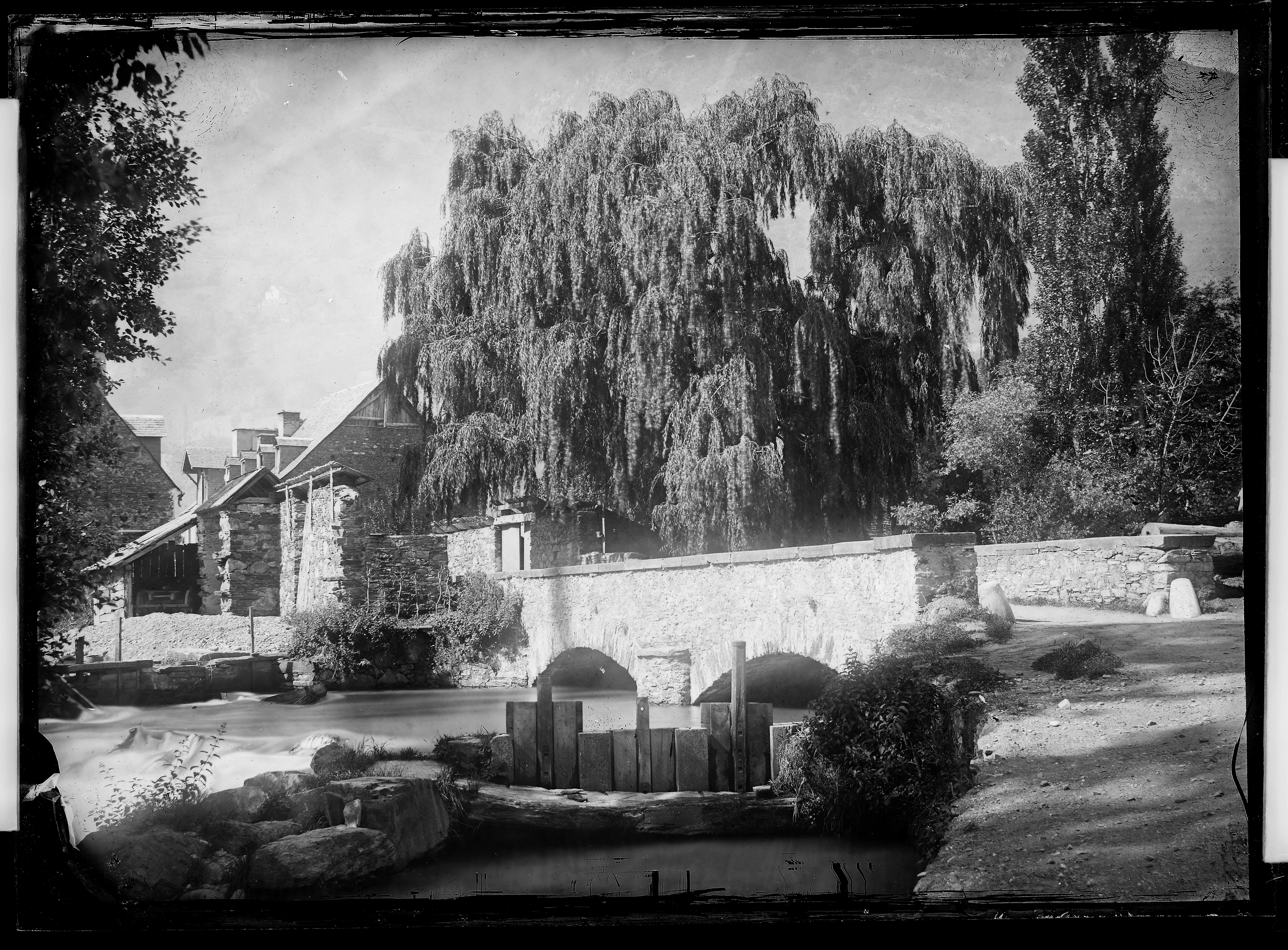
Vue du Pont de Saint-Béat par Eugène Trutat, fonds Eugène Trutat - Muséum de Toulouse (fin du XIXe siècle).
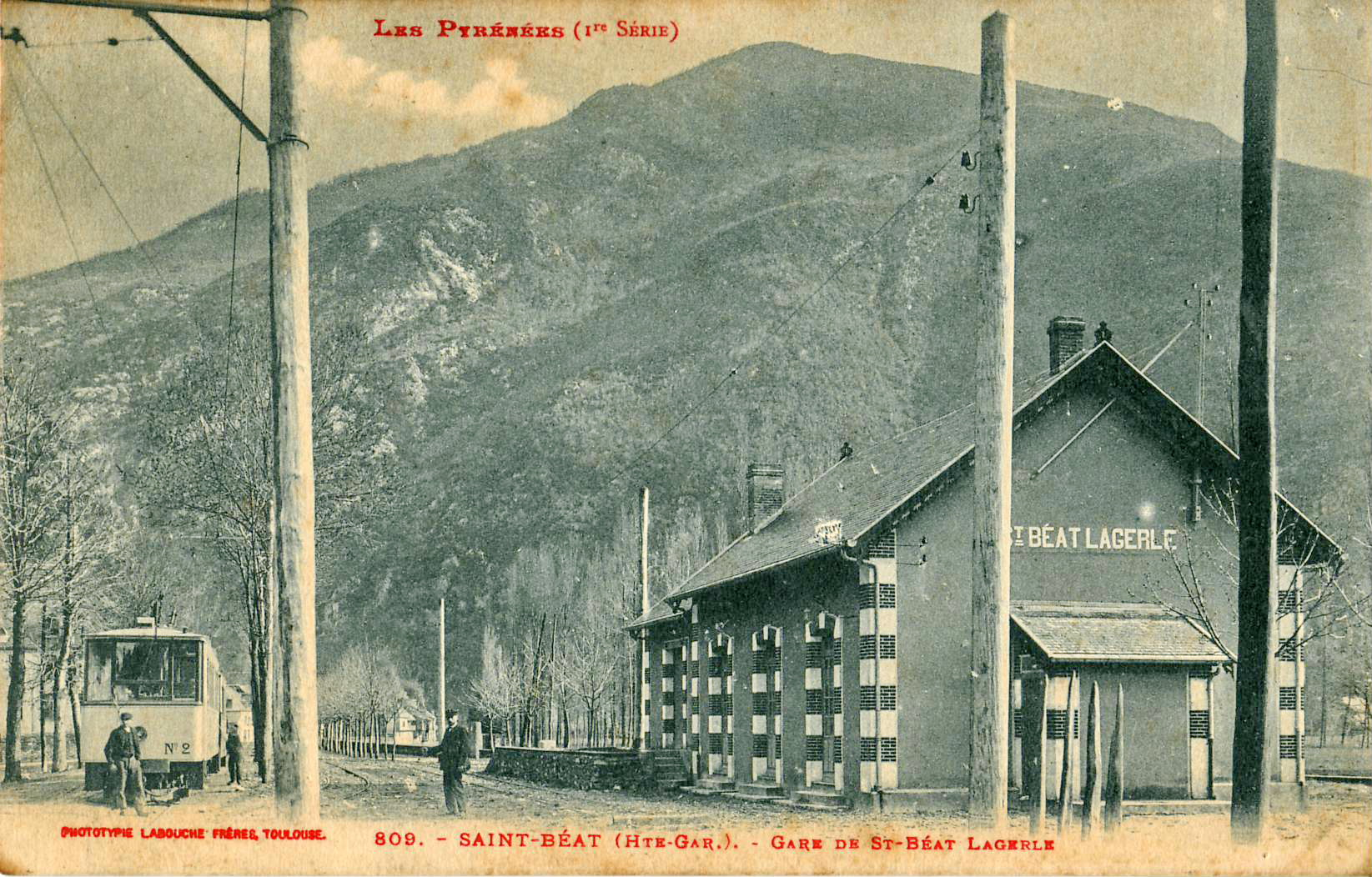
La gare de Saint-Béat Lagerle.]

De 1914 à 1953, le tramway électrique de Marignac au Pont-du-Roy va desservir Saint-Béat et ses carrières.
L'ouverture de la station de ski du Mourtis a donné un nouvel élan touristique à la ville, comme plus récemment son festival de sculpture de marbre, qui permet à de jeunes sculpteurs de s'exprimer par leur art.
C'est depuis le 1er janvier 2019 une commune nouvelle issue de la fusion des communes de Lez et de Saint-Béat, qui deviennent des communes déléguées. Son chef-lieu se situe à Saint-Béat.

## Politique et administration

### Rattachements administratifs et électoraux
La commune se trouve depuis  sa création dans l'arrondissement de Saint-Gaudens du département de la Haute-Garonne.
Pour les élections départementales, la commune fait partie du canton de Bagnères-de-Luchon.
Pour l'élection des députés, elle fait partie de la huitième circonscription de la Haute-Garonne.

### Intercommunalité
Saint-Béat-Lez est membre de la communauté de communes des Pyrénées Haut-Garonnaises, un établissement public de coopération intercommunale (EPCI) à fiscalité propre créé en 2017 et auquel la commune avait transféré un certain nombre de ses compétences, dans les conditions déterminées par le code général des collectivités territoriales.
Cette intercommunalité a été alors constituée par la fusion de plusieurs intercommunalités, Saint-Béat et Lez ayant été membre de l'une d'elles, la communauté de communes du canton de Saint-Béat.

### Rattachements administratifs et électoraux
Commune faisant partie de la huitième circonscription de la Haute-Garonne, de la communauté de communes des Pyrénées Haut-Garonnaises et du canton de Bagnères-de-Luchon.

### Administration municipale
De 2019 jusqu'aux élections municipales de 2020, le conseil municipal de la commune nouvelle était constitué de l'ensemble des conseillers municipaux des anciennes communes. Pour la mandature 2020-2026, l'effectif du conseil municipal est surclassé et compte 15 membres,, y compris le maire et ses adjoints.
Au-delà, le conseil municipal sera constitué du même nombre de conseillers que les autres commune de sa strate démographique, soit 11.
La mairie est celle de Saint-Béat.

### Liste des maires
| Période      | Période       | Identité        | Étiquette | Qualité |
| ------------ | ------------- | --------------- | --------- | --- |
| Janvier 2019 | mai 2020      | Luce Lagacherie |           | Maire-adjointe de Saint-Béat (2014 → 2018)                                                                                      |
| mai 2020     | décembre 2021 | Thierry Haein   |           | Démissionnaire |
| février 2022 | En cours      | Anna Changeux   |           | Cadre au sein de l’établissement thermal de Luchon Réélue en janvier 2023 après l'annulation des élections municipales de 2022. |

## Équipements et services publics

### Enseignement
Saint-Béat-Lez fait partie de l'académie de Toulouse.
L'éducation est assurée sur la commune par une école maternelle, une école élémentaire et le collège François Cazes. Pour le lycée, il faut aller au lycée Edmond Rostand, à Bagnères-de-Luchon.

## Population et société
Les habitants sont appelés les Saint-Béatais-Léziens.

### Démographie
La population des anciennes communes puis de la commune nouvelle est connue par les recensements menés régulièrement par l'Insee. Ces chiffres concernent le territoire de l'actuelle commune nouvelle.
En 2025, la commune nouvelle comptait 385 habitants.
| 1968 | 1975 | 1982 | 1990 | 1999 | 2010 | 2015 | 2021 |
| ---- | ---- | ---- | ---- | ---- | ---- | ---- | ---- |
| 909  | 721  | 618  | 619  | 431  | 455  | 426  | 384  |

### Manifestations culturelles et festivités
- Le  Festival de la sculpture et du marbre à Saint-Béat-Lez, soutenu par les municipalités de Saint-Béat-Lez, Bagnères-de-Luchon et Ilhet, la communauté de communes Pyrénées Haut Garonnaises, l'Etat, la Région et le Département ainsi que la carrière de marbre de Saint-Béat, dont la 23e édition  a eu lieu en juillet 2024[43], avec notamment son symposium international de sculpture

### Économie

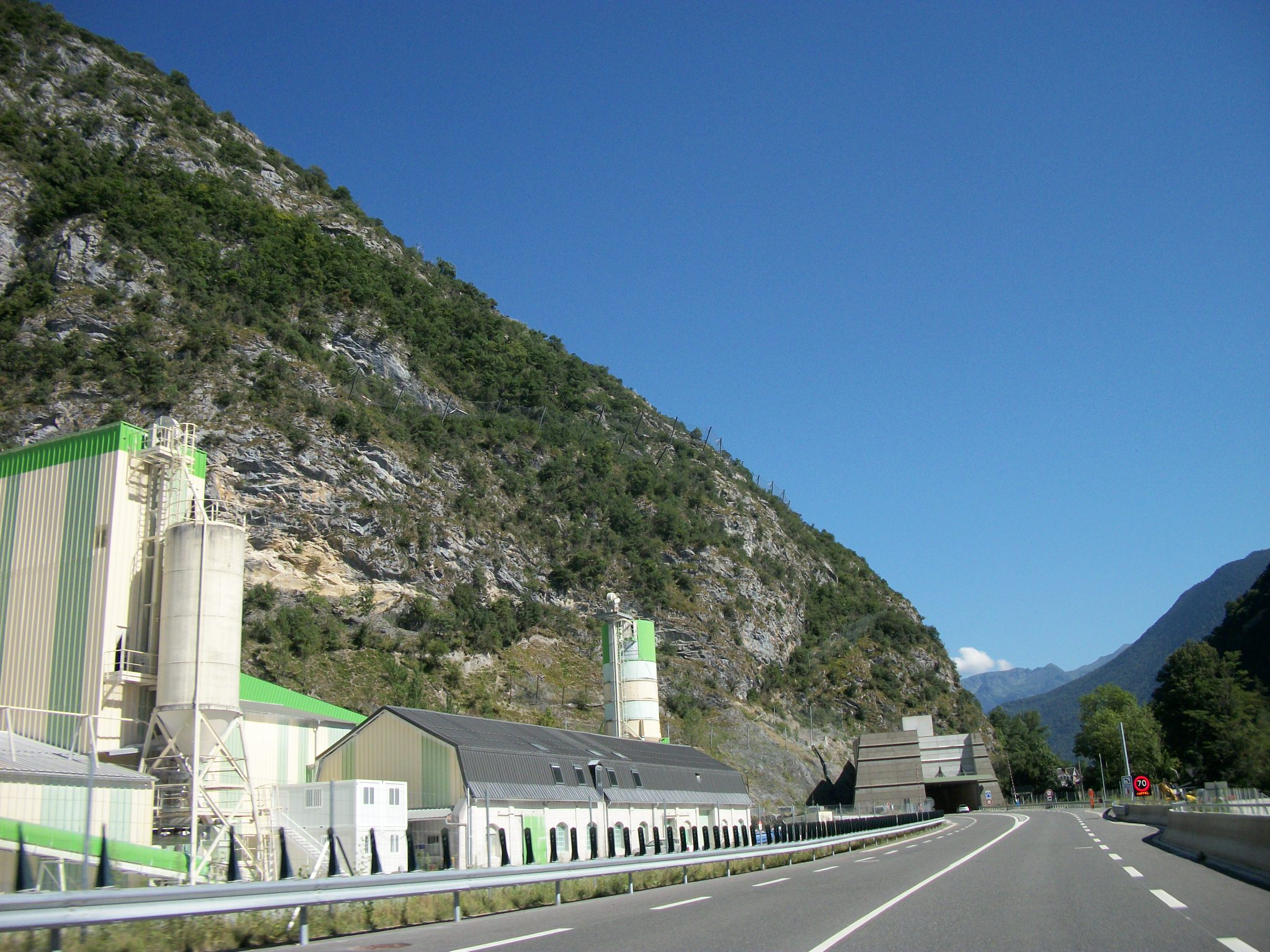
La société Omya et le tunnel de Saint-Béat.

La commune de Lez est classée en zone montagne et possède une seule exploitation agricole, en 2012.
La société Omya y exploite du marbre dit de Saint-Béat.

### Sports et loisirs
Piscine, chasse, randonnée pédestre.

## Culture locale et patrimoine

### Lieux et monuments

#### Saint-Béat
- L'église Saint-Béat-Saint-Privat  Classé MH (1994)[46], romane du XIIe siècle. Un tombeau y abrite les reliques de saint Béat et de saint Privat ;
- Les vestiges préhistoriques ;
- La carrière de marbre de Saint-Béat appelée brèche romaine : carrières de marbre blanc exploitées depuis l'époque romaine et de marbre bleu turquin ;

- Le château fort du XIIe siècle et sa chapelle ;
- Le musée du Trésor de l'église[47] ;
- La chapelle de Géry ;
- La chapelle de Ladivert ;
- La chapelle troglodytique Saint-Roch ;
- La maison natale du maréchal Joseph Gallieni ;
- L'écomusée le Moulin des Arts[48].
- L'itinéraire cyclable Trans'Garonna, qui suit le fleuve de sa source à son embouchure, passe dans la commune[49].

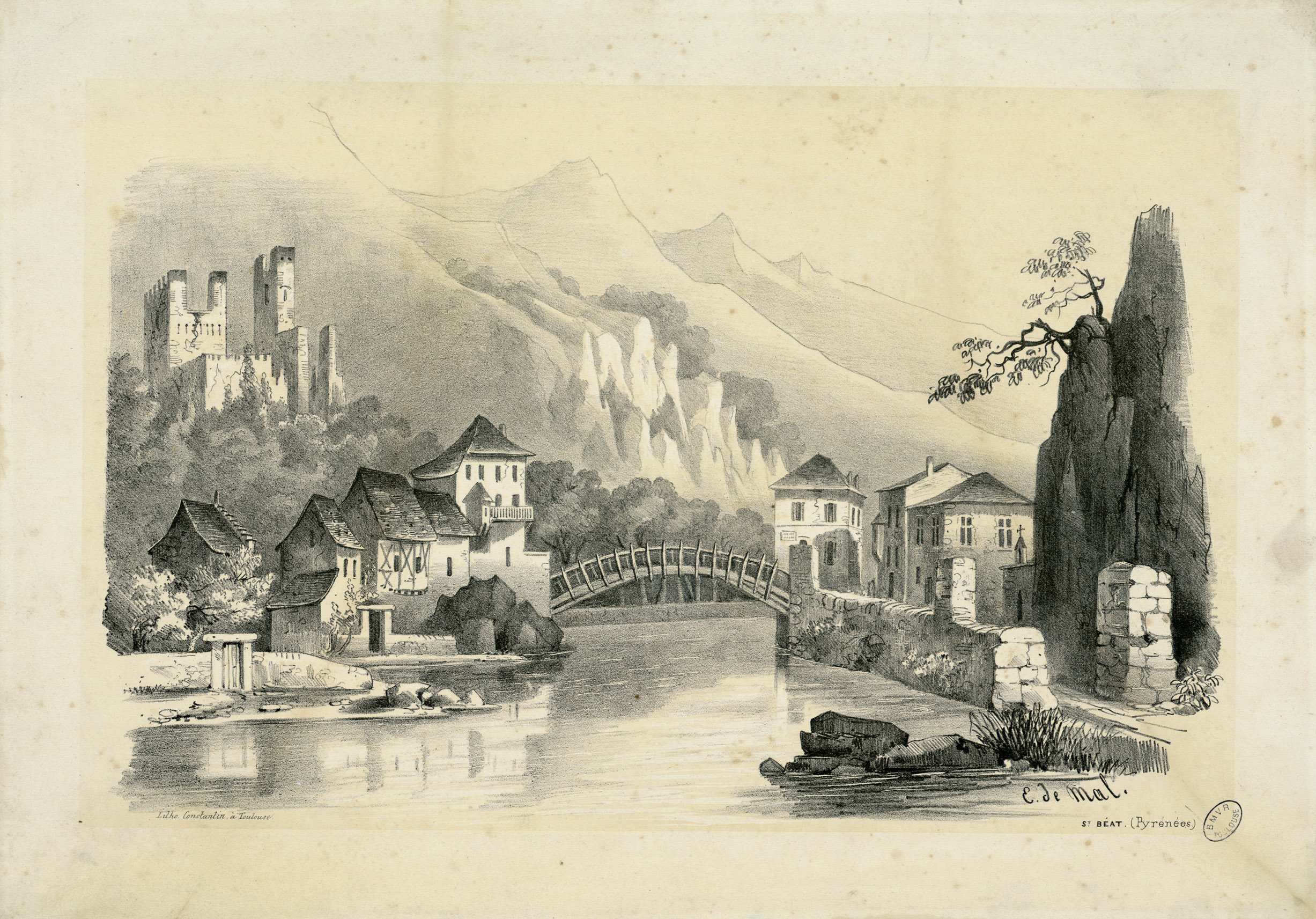
Le château de Saint-Béat vers 1840, par Eugène de Malbos.
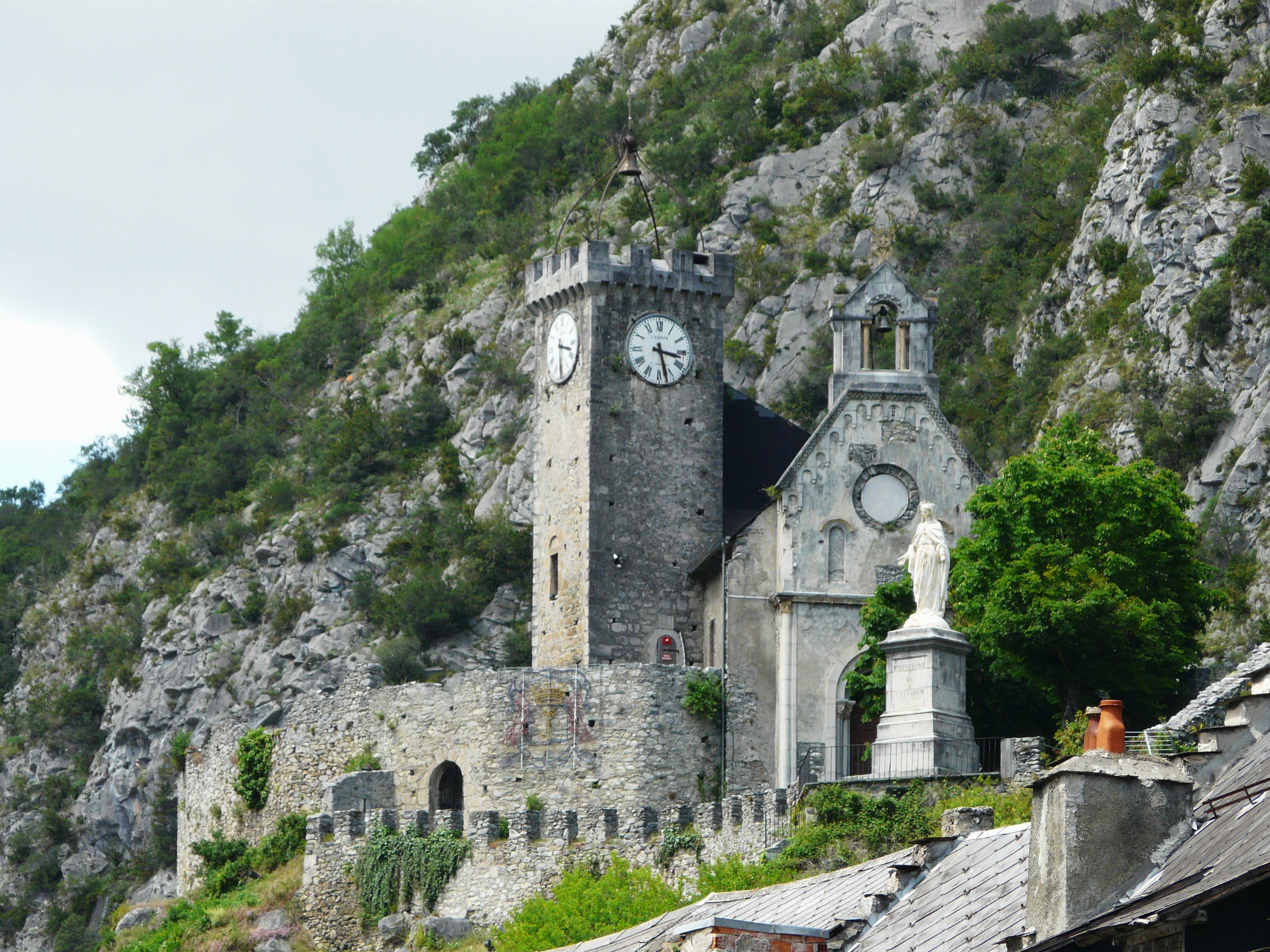
Le château fort et sa chapelle.
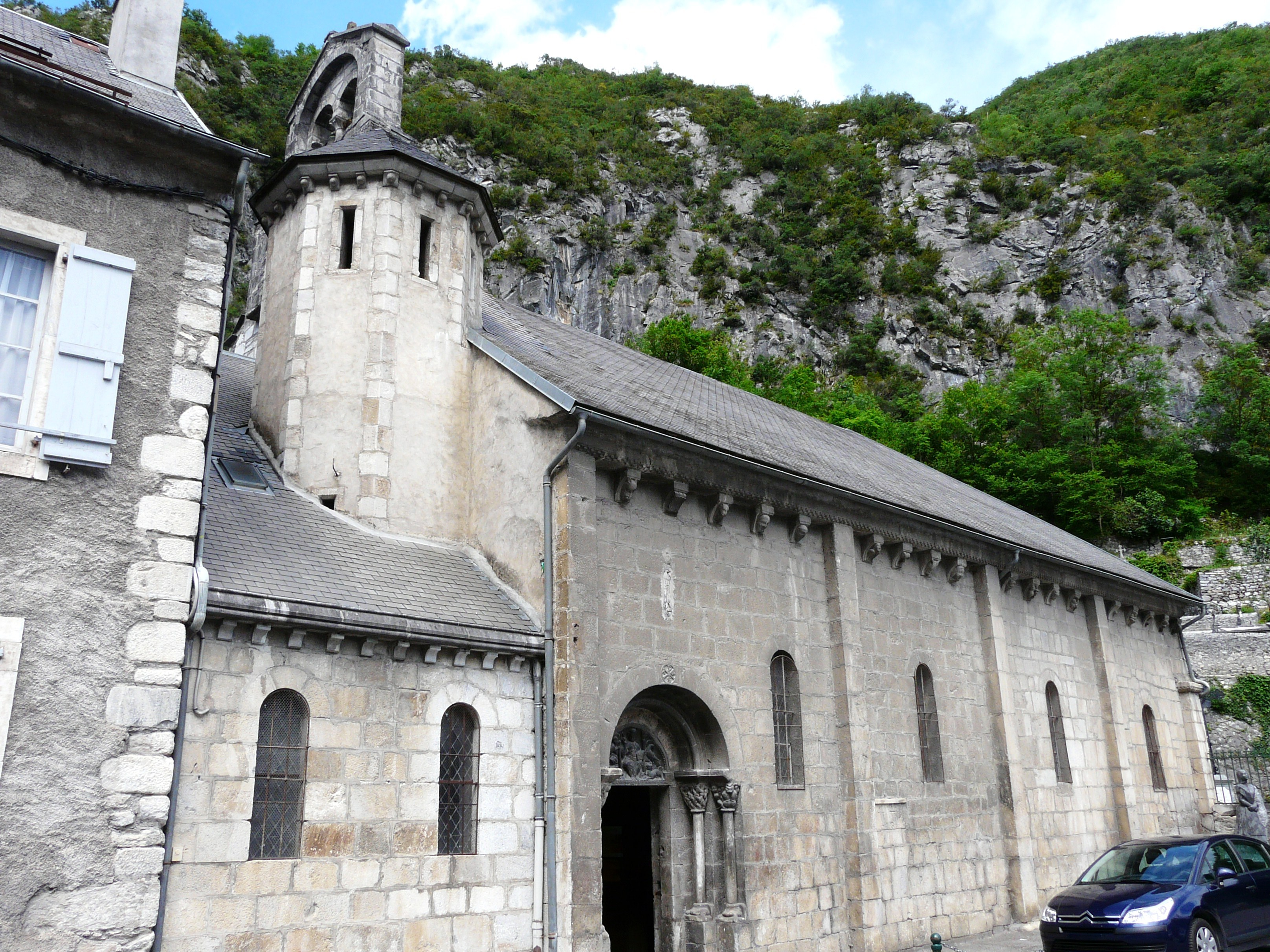
L'église Saint-Béat-Saint-Privat.
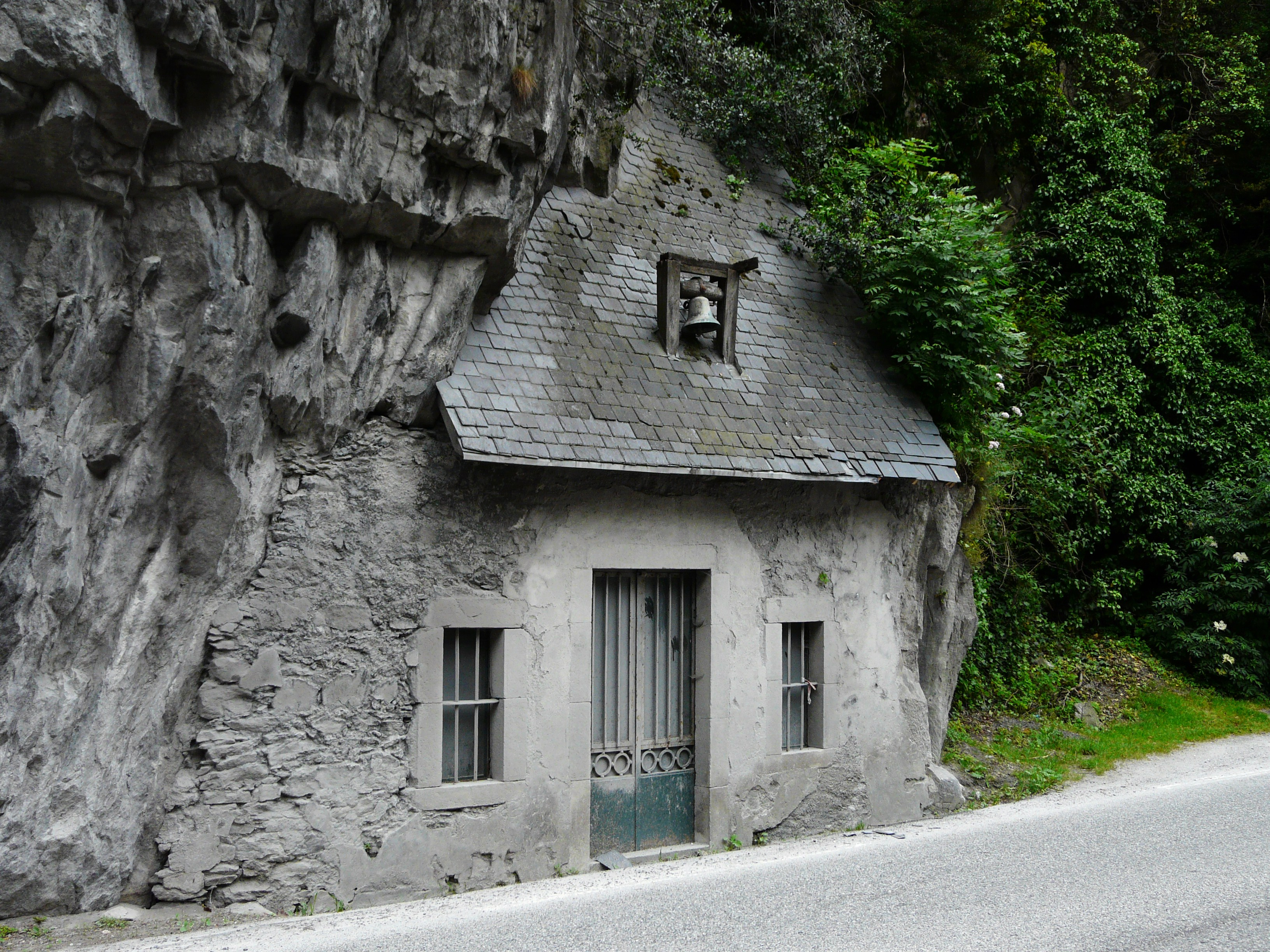
La chapelle Saint-Roch.
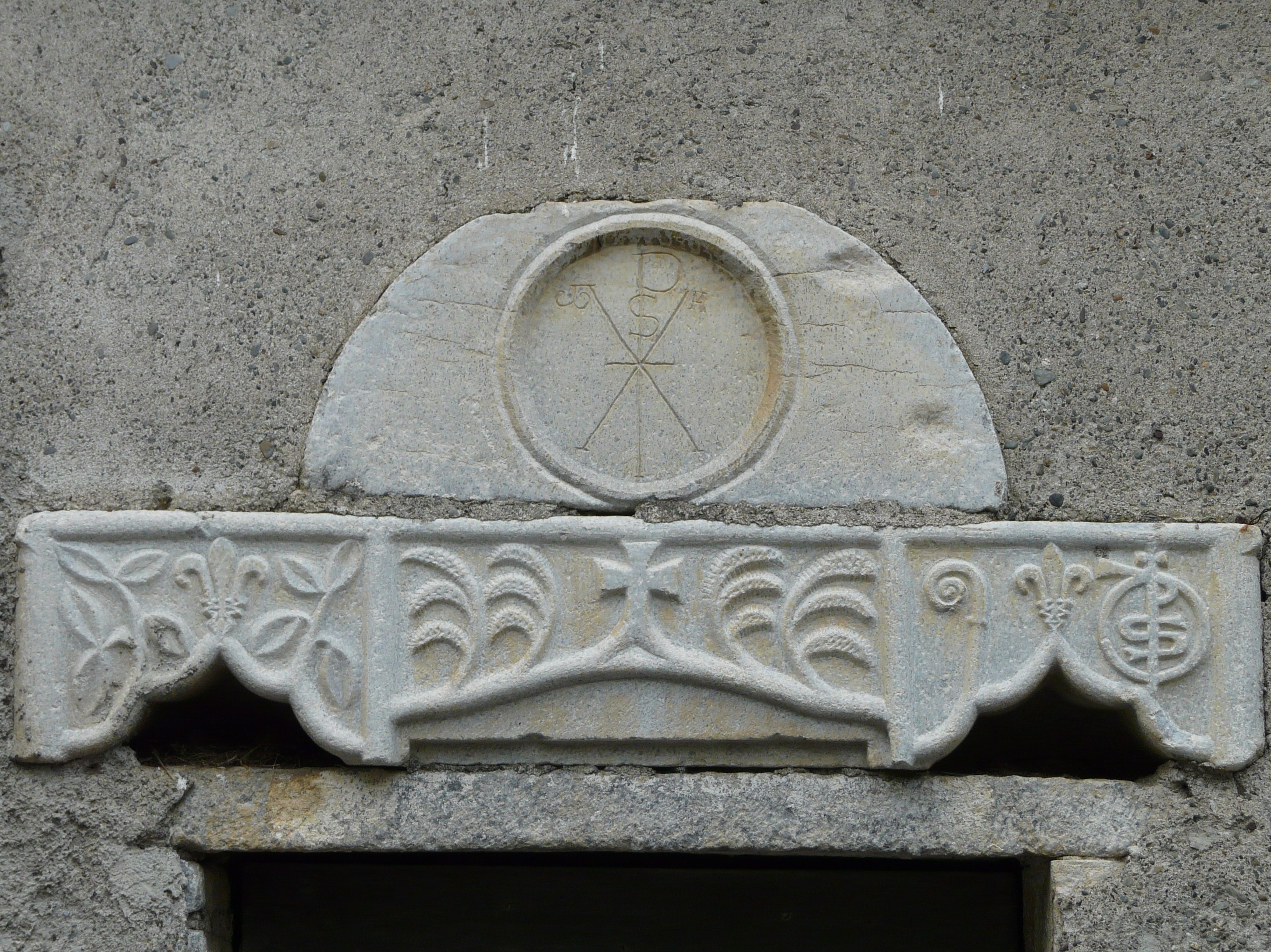
Linteau de porte surmonté d'un chrisme de la chapelle de Ladivert.

#### Lez
- L'église de l'Assomption de Lez.
- La brèche romaine, ancienne carrière de marbre, est partagée entre Lez et la commune voisine de Saint-Béat.
- Tour à signaux au nord du village.
- Monument aux morts.
- Un manoir.
- Fontaine et abreuvoir.
- Lavoir.
- Sculpture en marbre blanc d'une montagne où un cours d'eau descend et arrose le village (les mains).

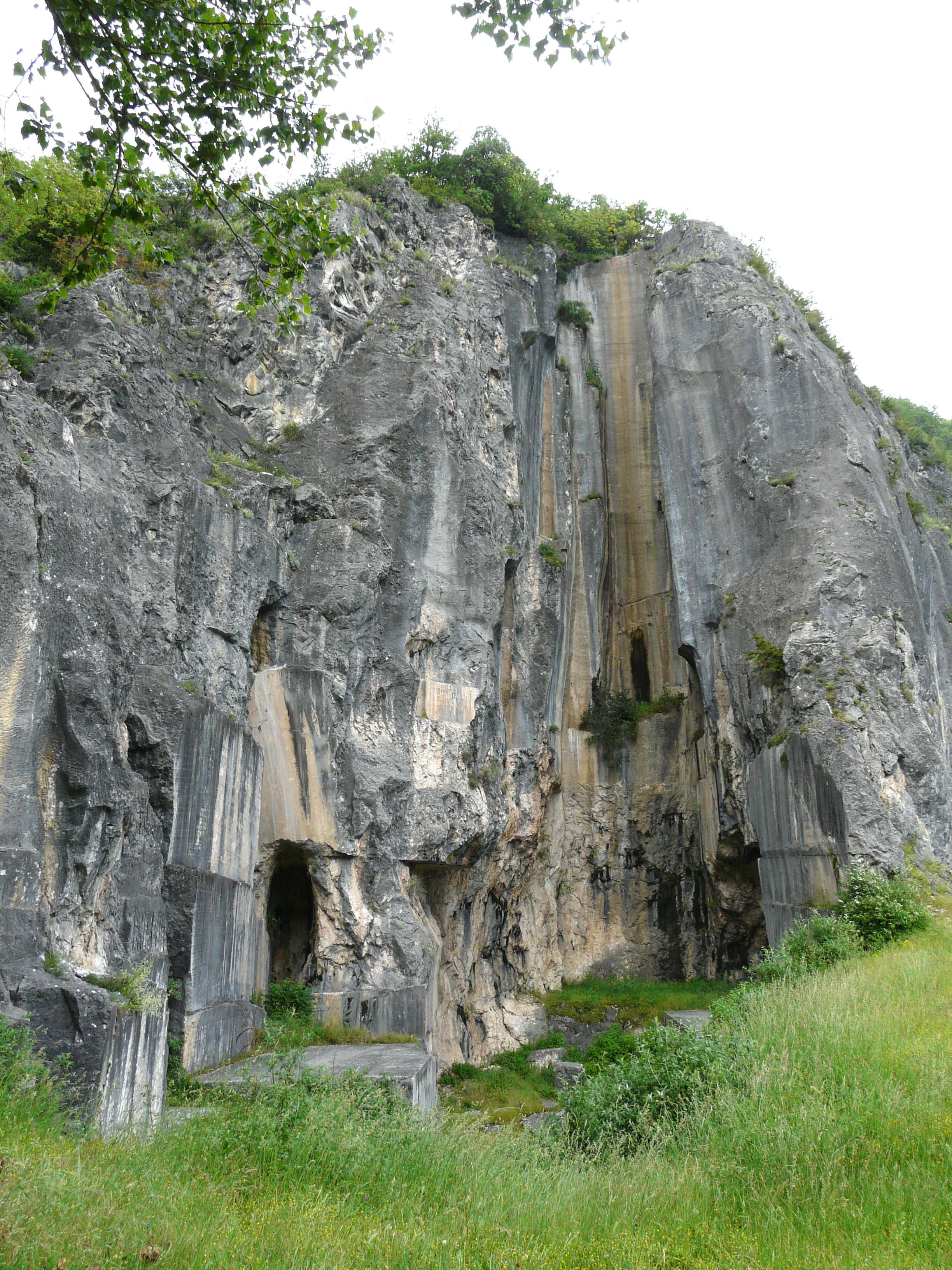
La brèche romaine.
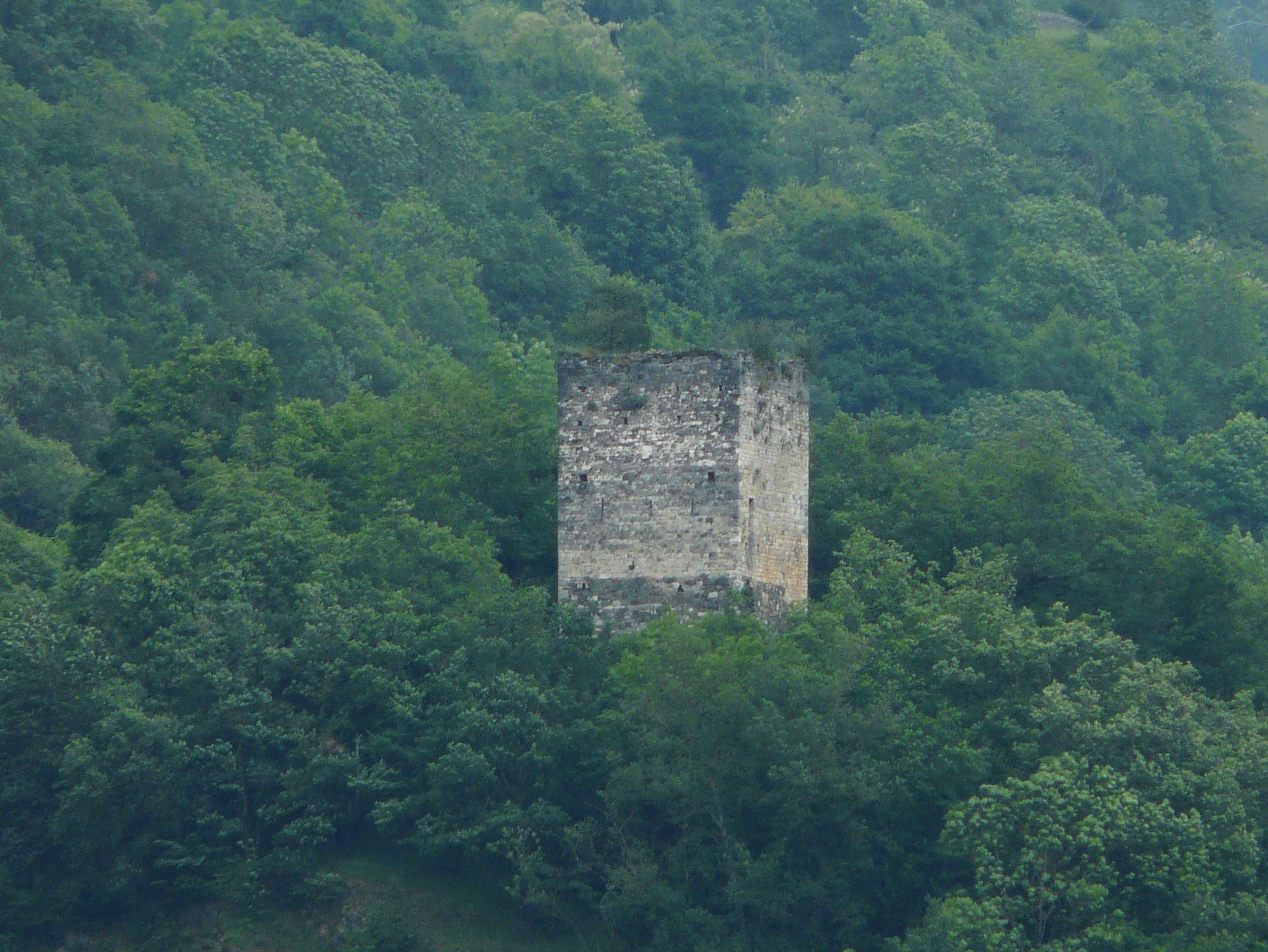
La tour à signaux.
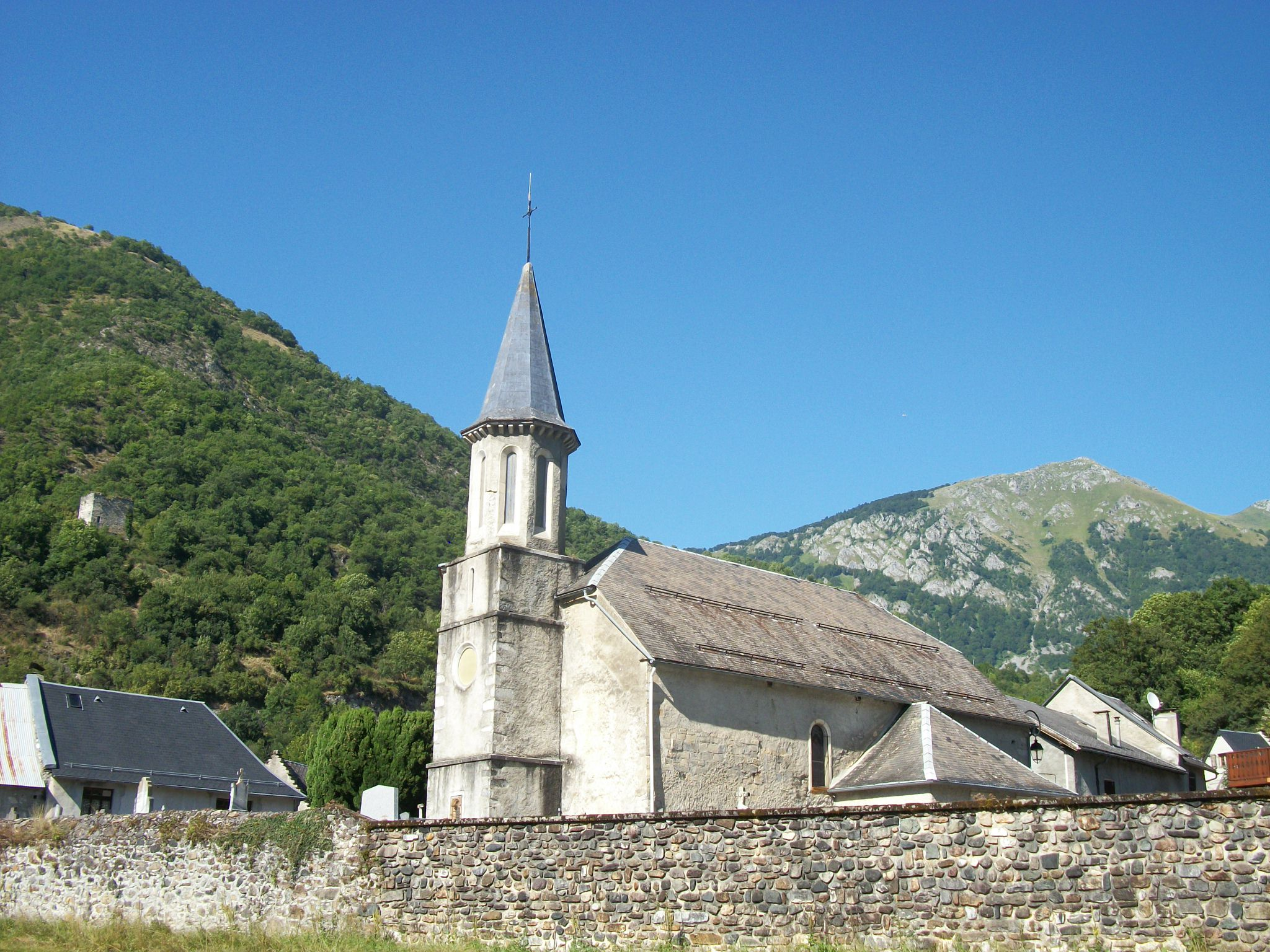
L'église de l'Assomption.
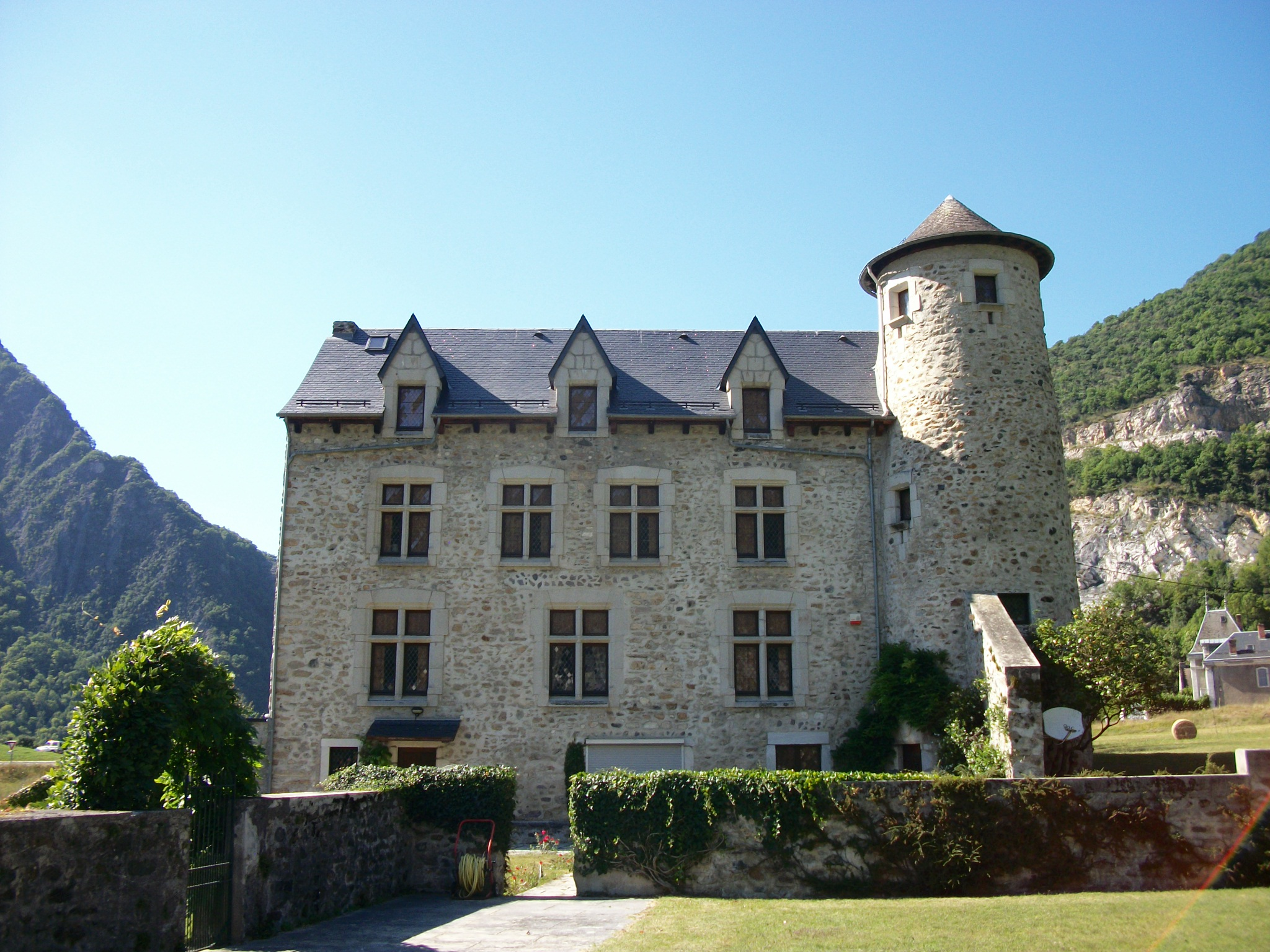
Un manoir.

### Personnalités liées à la commune

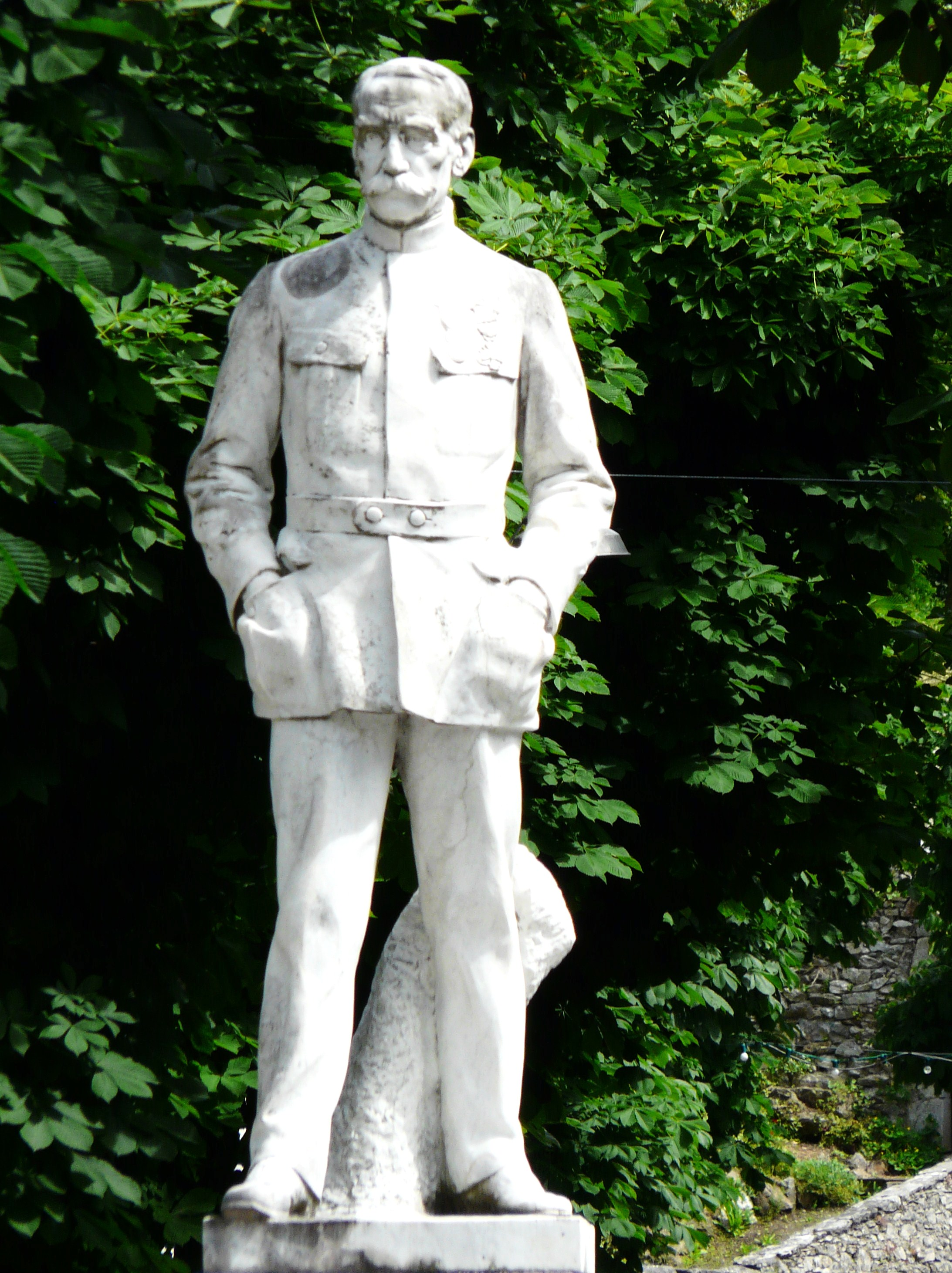
La statue du maréchal Gallieni à Saint-Béat.

- Joseph Magdelaine Martin (1753-1815), né à Saint-Béat, général des armées de la République, préfet des Pyrénées-Orientales de 1801 à 1813.
- Jean Léonard Barrié (1762-1848), militaire français des XVIIIe et XIXe siècles, est né à Saint-Béat.
- Romain Cazes (1810-1881), peintre, élève d'Ingres, né à Saint-Béat. Il a réalisé quelques tableaux et de nombreuses fresques allégoriques et religieuses à Bagnères-de-Luchon, Saint-Mamet, Albi, Oloron-Sainte-Marie, Bordeaux et Paris. Il existe un fonds Cazes au musée Ingres de Montauban.
- Gérard Marchant ([1813-1881), psychiatre, est né à Saint-Béat.
- Joseph Gallieni (1849-1916), fait maréchal de France à titre posthume en 1921, est né à Saint-Béat.

### Saint-Béat-Lez dans les arts et la culture
Edmond Rostand s'est inspiré d'un des balcons de la ville pour une scène de Cyrano de Bergerac.

## Pour approfondir